# جيولا كوفاتش
جيولا كوفاتش (بالمجرية: Kovács Gyula)‏ هو سياسي مجري، ولد في 4 أكتوبر 1875 في المجر، وتوفي في 2000. انتخب عضو الجمعية الوطنية المجرية.